# Sándor Utassy
Sándor Utassy (1931-1979) fue un deportista húngaro que compitió en natación. Ganó una medalla de bronce en el Campeonato Europeo de Natación de 1954, en la prueba de 200 m braza.

## Palmarés internacional
| Campeonato Europeo | Campeonato Europeo | Campeonato Europeo | Campeonato Europeo |
| Año                | Lugar              | Medalla            | Prueba             |
| ------------------ | ------------------ | ------------------ | ------------------ |
| 1954               | Turín (Italia)     | Medalla de bronce  | 200 m braza        |